# Johan Christian Zschotzscher (1741-1780)
Johan Christian Zschotzscher, född 1741, död 1780, var en svensk domkyrkoorganist i Växjö församling.

## Biografi
Zschotzscher var son till målarmästaren Johan Christian Zschotzscher i Växjö. Han blev 1768 kantor och domkyrkoorganist (musikdirektör) i Växjö församling. Han var mellan 1768 och 1770 Cantor Figurativus Chorales. Zschotzscher prästvigdes 1772. Han slutade som kantor och domkyrkoorganist 1779. Zschotzscher avled 1780.